# Gouverneurs de la rosée (téléfilm)
Gouverneurs de la rosée est un téléfilm réalisé par Maurice Failevic en 1975, d’après le roman éponyme de Jacques Roumain. Il tourne le film en Haïti, entièrement dans des décors naturels.
Le téléfilm est diffusé pour la première fois le 1er mai 1975 sur Antenne 2.